# Tailândia nos Jogos Olímpicos de Verão de 2020
A Tailândia participou nos Jogos Olímpicos de Verão de 2020, contando com 41 atletas em 14 desportos. O responsável pela equipa olímpica foi o Comité Olímpico da Tailândia, bem como as federações desportivas nacionais da cada desporto com participação. 